# Claude de La Trémoille, duc de Thouars

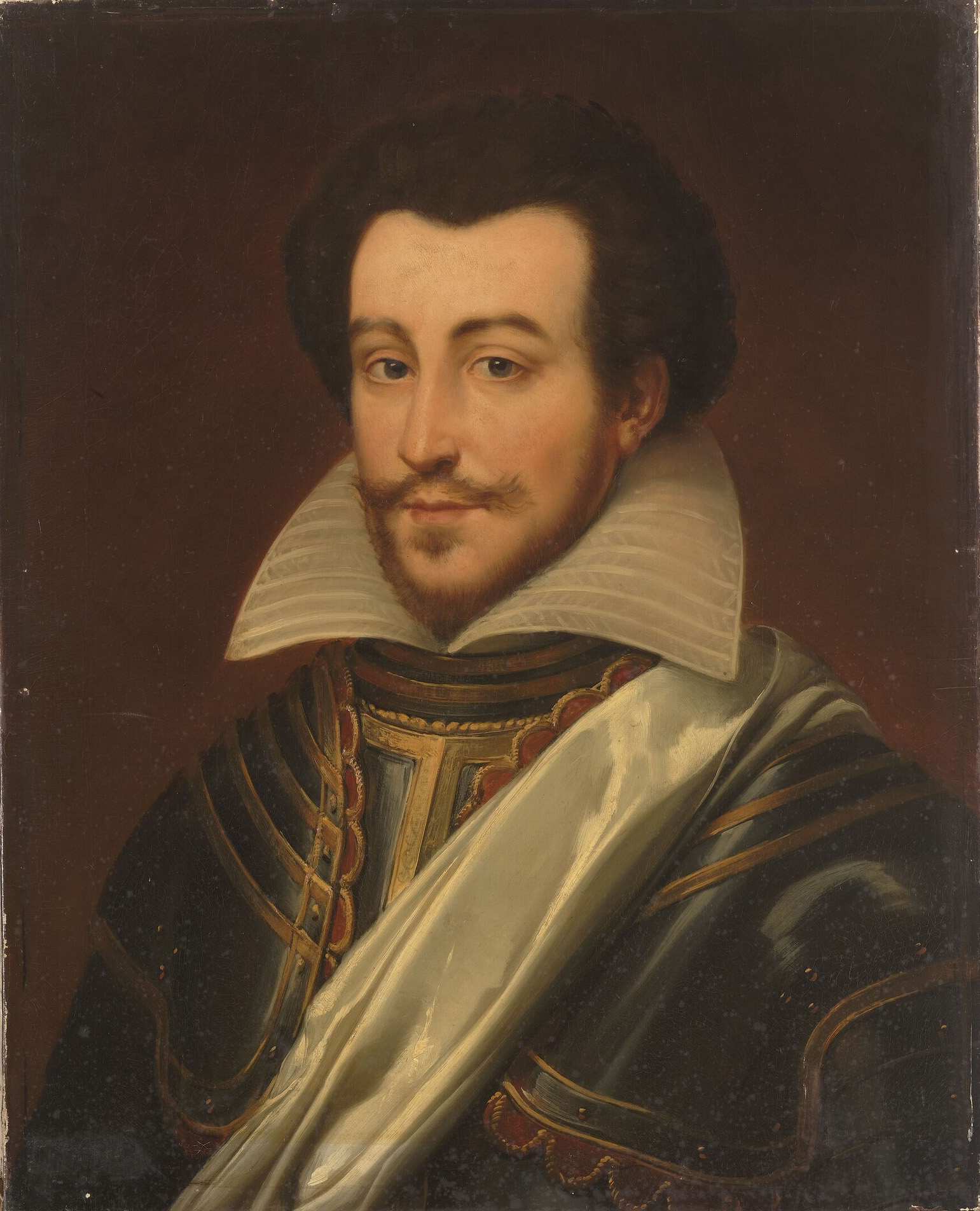
Eloi Firmin Féron: Claude de La Trémoïlle, Herzog von Thouars und La Trémoille, Schloss Versailles

Claude de La Trémoille (* 1566; † 25. Oktober 1604 auf Schloss Thouars) war ein Angehöriger des Hauses La Trémoille, Herzog von Thouars und La Trémouille, Fürst von Talmont und Tarent, Graf von Laval, Taillebourg und Benon, Graf von Guînes und Baron von Sully.

## Leben
Claude war ein Sohn des Herzog von Thouars, Louis III. de La Trémoille, und dessen Frau Jeanne († 1596), Tochter des Herzogs und Connétables Anne de Montmorency. 1577 folgte er seinem Vater als zweiter Herzog von Thouars. Seine Schwester Charlotte Catherine (1568–1629) war seit 1586 die Ehefrau Henris I. de Bourbon. Zunächst auf der Seite des Königs Heinrich III. an Kampagnen gegen Hugenotten beteiligt, konvertierte Claude 1587 zum Protestantismus und wechselte ins Lager des Königs Heinrich von Navarra. In der Folgezeit wurde der Herzog ein bedeutender Hugenottenführer.
Anfänglich noch in der Gunst König Heinrichs, favorisierte dieser Claudes Cousin Henri de la Tour d’Auvergne, als er 1589 König von Frankreich geworden war. Für den König kämpfte Claude in den Schlachten von Coutras und Ivry, wofür der Herzog von Thouars 1599 zum Pair von Frankreich erhoben wurde.
1598 vermittelte sein Cousin Henri de La Tour d’Auvergne die Heirat Claudes mit seiner Schwägerin Charlotte Brabantina von Oranien-Nassau, die dieser am 11. März desselben Jahres heiratete. Seine Ehefrau hatte mit ihren Kontakten zu den protestantischen Häusern von Oranien und Bouillon große Bedeutung in der Diplomatie der Hugenotten. Sie hielt ihren Mann auch von dem Komplott des Herzogs von Biron gegen die Krone ab und schwor ihn auf den König ein.
Er verkaufte das durch die Hugenottenkriege beschädigte Schloss Sully-sur-Loire 1602 an Maximilien de Béthune, der die Wehranlage in ein repräsentatives Schloss umbauen ließ.

## Nachkommen
- Henri (1598–1674), Herzog von La Trémoille, Fürst von Talmont
⚭ 1619 Marie (1600–1665), Tochter Henris de La Tour d’Auvergne
- Charlotte (1599–1668)
⚭ 1626 James Stanley, 7. Earl of Derby
- Elisabeth (1601–1604)
- Frederic (1602–1642), Graf von Benon und Laval